# Hereweg 77 (Groningen)
Het pand Hereweg 77 in de Nederlandse stad Groningen is een vrijstaand voormalig herenhuis in eclectische stijl, dat is aangewezen als gemeentelijk monument.

## Beschrijving

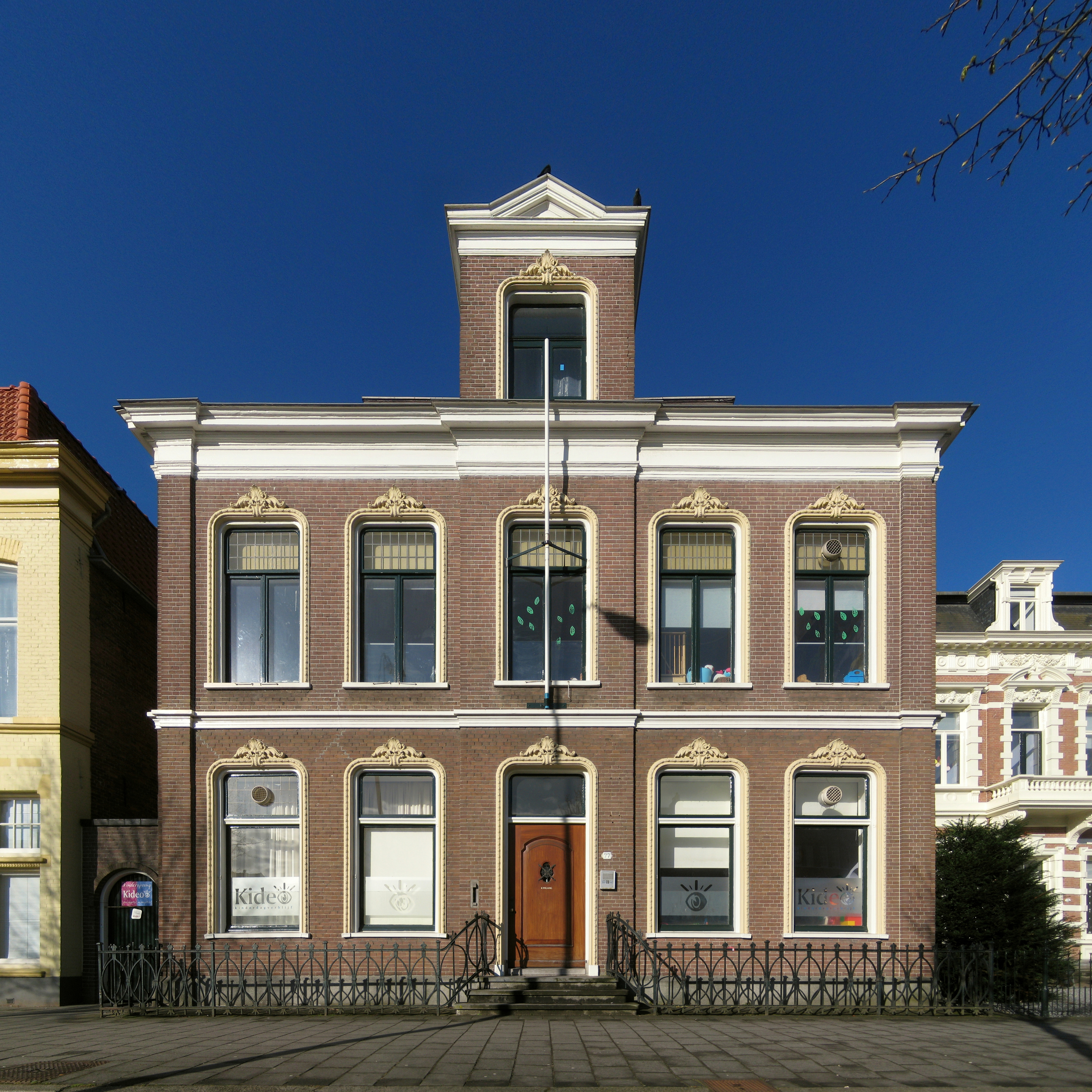
Hereweg 77 in 2012

Het herenhuis, dat aan de westzijde van de Hereweg staat, werd rond 1885 gebouwd. Wie het heeft ontworpen, is niet bekend. Het pand heeft een rechthoekige grondvorm en telt twee bouwlagen onder een afgeknot en met dakpannen belegd schilddak. De vijf raamtraveeën brede symmetrisch ingedeelde voorgevel, die is voorzien van een middenrisaliet en hoekpilasters, is opgetrokken uit roodbruine baksteen boven een met cement bestreken plint. Alle gevelopeningen worden omkaderd door in stucwerk uitgevoerde profiellijsten en bekroond met eveneens gestucte kuiven. Op de begane grond bevinden zich aan beide zijden van de centrale ingangspartij twee vensters. Een gepleisterde cordonlijst scheidt deze bouwlaag van de eerste verdieping, waarin vijf T-vensters zijn aangebracht. Boven het middenrisaliet is in het voordakschild een gemetselde kajuit geplaatst, die wordt omlijst door stucwerk en bekroond door een fronton. De voorgevel wordt van de straat gescheiden door een smeedijzeren hekwerk. Een hardstenen stoep geeft toegang tot de voordeur. In de noordelijke zijgevel is op de begane grond een klein rondboogvenster geplaatst. Langs de andere zijgevel loopt een gang, die te bereiken is via een gemetselde poort. Aan de achterzijde van het pand bevindt zich rechts een serre.
Het pand is in de loop der jaren meerdere keren verbouwd. Aan de achterkant werd in 1934 een nieuwe bijkeuken geplaatst. De serre werd versmald en kreeg een gebogen hoekraam, dat evenals een nieuw roedenvenster in de keuken werd uitgevoerd in staal. In 1967 kreeg het gebouw een onderwijsfunctie, waartoe in de gang aan de linkerzijde een nieuw trappenhuis werd geplaatst. Het huis werd in 1984 opnieuw verbouwd, nu tot woonruimte met praktijk. In 2012 was het in gebruik als kinderopvang.
Het voormalige herenhuis is aangewezen als gemeentelijk monument, onder meer vanwege "zijn stedenbouwkundige waarden, omdat het pand representant is van de oorspronkelijke 19de eeuwse bebouwing aan weerszijden van de Hereweg" en vanwege "zijn architectuurhistorische waarden, tot uiting komend in zijn vrijstaande blokvormige bouwmassa, de hoofdopzet en afwerking van de voorgevel, die kenmerkend is voor de architectuur uit het laatste kwart van de 19de eeuw".